# De Gulden Steur
De Gulden Steur was een in 1601 gebouwd herenhuis in Amsterdam dat in 1642 plaats moest maken voor het Poppenhuis. Het huis kreeg deze naam omdat het in opdracht van Joan Poppen werd gebouwd. Het rijksmonumentale pand ligt aan de Kloveniersburgwal in de Nederlandse stad Amsterdam. Het pand is op 25 juni 1970 ingeschreven in het Monumentenregister. Tegenwoordig staat het pand ook wel bekend als het Vincentiushuis.

## Geschiedenis
Het originele pand genaamd de Gulden Steur werd in 1601 door Jan Poppen gebouwd. In 1642 liet zijn kleinzoon Joan Poppen het huidige gebouw op die plek bouwen. De bekeerde, katholieke Joan Poppen liet een nieuw huis, zonder het toenmalig gebruikelijke inpandige pakhuis, ontwerpen door Philips Vingboons, eveneens katholiek en in die kringen een architect met aanzien. Vingboons ontwierp een pand in de stijl van het Hollands classicisme. De gevel van dit pand is het eerste voorbeeld van een Palladiaanse gevel ontworpen door Philips Vingboons. In het fronton werd bij de bouw het familiewapen geplaatst, dit is in de 18e eeuw verwijderd door de toenmalige eigenaren van het pand.
In 1903 werd het pand gekocht door de Vereniging van de Heilige Vincentius à Paolo die het liet verbouwen tot schoolgebouw., vergaderruimte en kantoorpand. Heden wordt het gebouw gebruikt voor sociaal werk en staat nu bekend als het Vincentiushuis.

## Exterieur
Het pand is vijf traveeën breed, de ramen zijn gescheiden door zandstenen pilasters. Boven op de vier middelste pilasters, in Korinthische stijl, is een fronton geplaatst. Deze pilasters met de tussenliggende drie vensterassen zijn risalerend geplaatst. De basis van de pilasters steunt op de kelder en de pilasters lopen over meerdere verdiepingen tot vlak onder het fronton, deze gebruikswijze wijst op invloed uit de Italiaanse theorieboeken over architectuur. Om preciezer te zijn, Vingboons volgde voor de maatvoering, plaatsing en detaillering de voorschriften die de Italiaanse architect Giacomo da Vignola in een traktaat heeft geschreven. De verhoudingen van de delen zijn bijna volledig zoals Da Vignola ze omschrijft: de pilasters zijn bijna tien keer zo hoog als dat ze breed zijn, de afstand tussen de zuilen is 21⁄3 maal de breedte van een zuil is. Het volledig naleven van de verhoudingen was voor Vingboons niet mogelijk omdat er onvoldoende bouwruimte was.
Op de borstwering tussen de bel-etage en de verdieping zijn ter versiering festoenen aangebracht.
Tot 1904 bevond zich in het midden van de gevel de hoofdingang, voor deze hoofdingang bevond zich een hoge dubbele stoep. Aan weerszijden van de gevel bevonden zich de kelderingangen. De rechterkelderingang gaf toegang tot de pakkelder en de linkerkelderingang gaf toegang tot een vestibule, een wijnkelder, een representatief trappenhuis en de keukens. De keukens bevonden zich aan de achterzijde van het pand. In de tuin bevindt zich nog altijd een uitbouw met daarin een trap zodat de vroegere eetkamer direct vanuit de keukens te bereiken was.
Het dak is een schilddak met op de twee punten schoorstenen.

## Interieur
Hoewel de buitengevel symmetrisch is, is de indeling dat niet. De hoofdingang op de bel-etage ligt iets uit het midden waardoor aan de linkerkant een smaller vertrek is geplaatst dan aan de rechterkant. Aan de achterkant ligt rechts de tuinzaal, die net als de ruimte aan de voorzijde als representatieve ruimte dienstdeed. Links achter de kleine ruimte bevinden zich het trappenhuis en een achterkamer. De verdieping boven is te bereiken via de bordestrap en via een diensttrap aan de achterzijde van het voorhuis.